# 彭晓峰
彭晓峰（1961年5月6日—2009年9月10日），江西萍乡人，中国工程热物理专家，曾任清华大学热能工程系教授。
出生于江西省萍乡市，1978年毕业于萍乡二中并以优异成绩考入清华大学热能工程系热能工程专业学习，1983年获得工学学士学位。本科毕业后继续在清华大学热能工程系攻读博士学位，师从中国著名的热工教育家、工程热物理学科的开拓者之一和传热学学科带头人、中国科学院院士王补宣教授。其间于1986年7月加入中国共产党。1987年毕业获得博士学位，并荣获清华大学优秀博士学位论文奖。之后留校，一直在清华大学热能工程系任教，并于1990年和1993年两次前往美国Texas A&M大学机械工程系访问，进行非重力场中气液和固液相变、界面热质传递等方向的研究，取得了突出的进展。1995年晋升为教授，1996-2000年任热能工程系工程热物理所所长（原热工教研组主任），1997-2002年任热能工程系系主任，2001年受聘为教育部“长江学者”特聘教授。2001-2004年任清华大学学位委员会委员和动力工程及工程热物理学位分委员会主席。